# 山口勲 (騎手)
山口 勲（やまぐち いさお、1970年3月28日 - ）は、地方競馬の佐賀競馬場東眞市厩舎所属の騎手。
2024年現在、佐賀県調騎会騎手部会会長であり、佐賀競馬を代表する騎手の一人でもある。

## 来歴
騎手を目指したきっかけは体が小さく中学のときに両親に勧められたため。中学の担任が北村欣也（現調教師、当時は騎手）の姉と同級生であり、その繋がりで佐賀競馬に所属した。それまでは佐賀に競馬場があったことも知らず、中央と地方があることは騎手学校に入ってから知ったという。
1987年10月18日佐賀競馬第9競走でヒロインヒゴに騎乗しデビューし、同年11月1日に佐賀競馬、第9競走でヒロインヒゴに騎乗し初勝利を挙げた。
1994年1月23日佐賀競馬第9競走・ニューイヤーカップをサッカードリームに騎乗し重賞初制覇。
2001年10月27日佐賀競馬第3競走をシャンハイスキーで優勝し地方競馬通算1000勝を達成。
2003年10月1日門別競馬第11競走エーデルワイス賞をエスワンスペクターで制し、ダートグレード競走初制覇。
2006年、佐賀競馬リーディングジョッキーとなる。以降2022年まで連続でその座を守った。
2010年、年間勝利数294勝を挙げ佐賀競馬の騎手としては初の地方競馬全国リーディングに輝く。なお、九州競馬所属で地方全国リーディングジョッキーとなったのは1985年、中津競馬所属(当時)の有馬澄男以来、25年ぶりであった。またNARグランプリ殊勲騎手賞を受賞する。
2012年8月15日佐賀競馬第3競走をツクバライジンオーで優勝し地方競馬通算3000勝を達成。
2012年11月、ワールドスーパージョッキーズシリーズに初出場（6位）。24日の2012ファンタスティックジョッキーズトロフィーをブラボースキーで勝利しJRA初勝利。
2012年、日本プロスポーツ大賞功労賞を受賞。
2013年、NARグランプリ最優秀勝率騎手賞を受賞。以降、2019年まで継続。
2017年4月22日佐賀競馬第5競走をシゲルヒメオコゼで優勝し地方競馬通算4000勝を達成。
2021年12月19日佐賀競馬第5競走をクラウドナインで優勝し地方競馬通算5000勝を達成。22851戦目での達成となった。地方競馬では史上6人目、佐賀競馬では鮫島克也に次いで史上2人目である。
2024年4月3日、酒気帯び運転をしたとして道路交通法違反の現行犯で逮捕された。佐賀県競馬組合は、レース騎乗は当面見合わせ、事実確認の上で厳正に対処すると説明している。同月26日からレース騎乗を再開した。5月23日、佐賀県競馬組合は検察が山口を不起訴処分にしたと発表。また、一連の事柄により競馬の信用を失墜させたとの理由から山口を戒告処分とした。

## 受賞歴
- NARグランプリ殊勲騎手賞（2010年）
- 日本プロスポーツ大賞功労賞（2012年）
- NARグランプリ特別賞（2012年）
- NARグランプリ最優秀勝率騎手賞（2013年 - 2019年）
- NARグランプリベストフェアプレイ賞（2015年、2016年）
- 佐賀県競馬組合騎手賞（2021年）

## 主な騎乗馬
- グレートマルゼン（1996年西日本地区招待アラブ大賞典）
- エスワンスペクター（2003年エーデルワイス賞）
- オペラキッス（2003年中島記念、2004年吉野ヶ里記念）
- ベルガモットシール（2004年霧島賞）
- ナセ（2006年飛燕賞、ロータスクラウン賞）
- マンオブパーサー（2010年吉野ヶ里記念、九州大賞典）
- ダイリングローバル（2013年九州ダービー栄城賞）
- クロスオーバー（2014年ロータスクラウン賞）
- サウスパシフィック（2014年中島記念）
- ユズチャン（2015年花吹雪賞、ル・プランタン賞）
- コパノレイミー（2017年飛燕賞）
- マイメン（2018年ル・プランタン賞）
- スーパージェット（2018年高知優駿）
- スーパーマックス（2018年佐賀王冠賞）
- ニュールック（2018年カペラ賞、2019年飛燕賞）
- シゲルクロマグロ（2019年ウインターチャンピオン）
- エイシンビリケン（2019年佐賀がばいダッシュ）
- キヨマサ（2019年霧島賞）
- リバイブ（2019年カペラ賞）
- ウノピアップブリオ（2019年中島記念、2020年佐賀王冠賞）
- ハヤブサマカオー（2021年ラベンダー特別）
- トゥルスウィー（2021年花吹雪賞、ル・プランタン賞、佐賀皐月賞、九州ダービー栄城賞、ロータスクラウン賞）
- シウラグランデ（2022年佐賀ユースカップ）
- リュウノシンゲン（2022年吉野ヶ里記念、中島記念）
- ドゥラリュール（2022年九州チャンピオンシップ）
- ネオシエル（2023年佐賀皐月賞）[11]
- ヒストリーメイカー（2023年中島記念）
- トゥールリー（2024年佐賀若駒賞、飛燕賞）
- ジョンソンテソーロ（2024年九州クラウン）
- アエノブライアン（2024年佐賀王冠賞）
- バレンタインガール（2024年ロータスクラウン賞）
- ハクアイアシスト（2025年佐賀若駒賞）
- ビキニボーイ（2025年佐賀スプリングカップ、佐賀王冠賞）
- ニシノリンダ（2025年佐賀ユースカップ）